# Brug 1446
Brug 1446 is een bouwkundig kunstwerk in Amsterdam-Zuidoost.
De brug is gelegen in het kilometers lange voet- en fietspad Steengroevenpad, dat de wijk Reigersbos van oost naar west doorsnijdt. De brug 1446 ligt daar waar zij het Abcouderpad kruist. Ze ligt over een niet geheel complete ringsloot rondom die wijk.
Het ontwerp van de brug was in handen van de Dienst der Publieke Werken. De bouwtekeningen vermelden geen naam van de specifieke architect, maar dit is Dirk Sterenberg, die tientallen soortgelijke bruggen (zie brug 1347 en Brug 1908) voor Reigersbos en elders heeft ontworpen.
Sterenberg ontwierp bij een aantal van zijn bruggen soms ook wel plastieken en deze zijn hier terug te vinden in de eindbalusters, die de vorm lijken te hebben van een hefpoort behorende bij hefbruggen, maar de brug 1446 is een vaste brug.

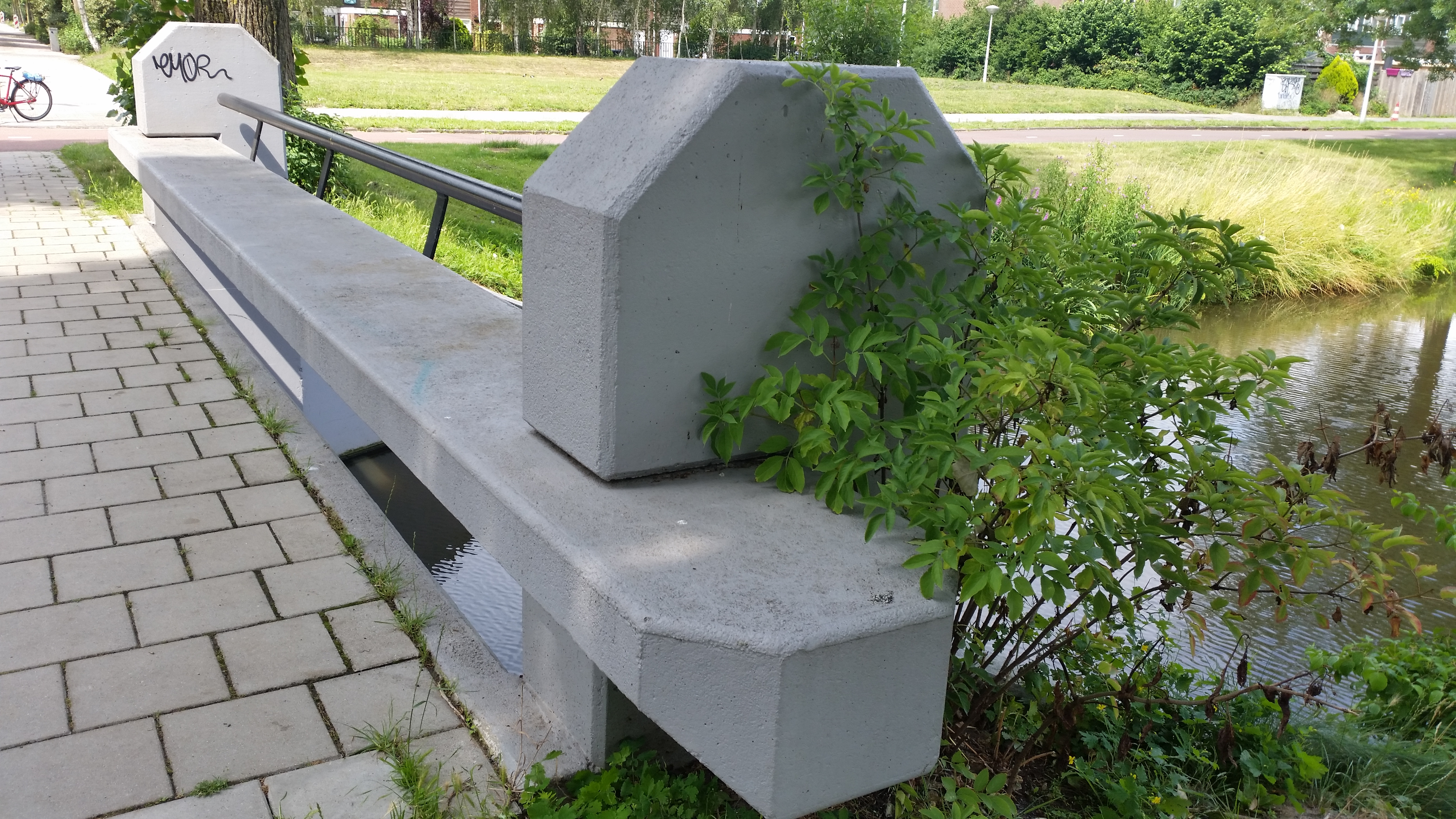
Balustrade van brug 1446 (juli)

1431 · 1432 · 1438 · 1439 · 1444 · 1445 · 1446 · 1447 · 1448 · 1449 ·  1450 · 1451 · 1452 · 1453 · 1454 · 1455 · 1456 · 1457 · 1458 · 1459 · 1461 · 1462 · 1463 · 1464 · 1465 · 1466 · 1471 · 1472 · 1473 · 1477 · 1478 · 1479 · 1482 · 1483 · 1484 · 1485 · 1486 · 1487 · 1488 · 1489 · 1490
Overige brugnummers niet vergeven of gesloopt (gegevens 2022).